# Deus ex machina (album Liv Kristine)
Deus ex machina to pierwszy album solowy byłej wokalistki grupy Theatre of Tragedy i obecnej Leaves' Eyes – Liv Kristine Espenæs Krull.

## Lista utworów
1. Requiem
2. Deus Ex Machina
3. In The Heart Of Juliet
4. 3 a.m. feat. Nick Holmes (Paradise Lost)
5. Waves Of Green
6. Take Good Care
7. Huldra
8. Portrait: Ei Tulle Med Øyne Blå
9. Good Vibes Bad Vibes
10. Outro
11. 3 a.m. (No Loop Mix)